# Димитрие Дурацовски
Димитрие Дурацовски (на македонска литературна норма: Димитрие Дурацовски) е писател и художник от Северна Македония.

## Биография
Роден е в 1952 година в град Струга, тогава в Югославия. Реализира самостоятелни изложби в Суботица, Струга, Охрид, Нови Сад и Скопие. Автор е на разкази, къса проза и други текстове, публикувани в списанията „Разгледи“, „Современост“, „Стремеж“, „Тренд“, „Летопис Матице Српске“, „Поля“ (Нови Сад), „Живот“, „Израз“, „Далие“ (Сараево), „Лаус“ (Риека), „Книжевна реч“, „Книжевне новине“ (Белград), „Наше писмо“, „Блесок“, „Стожер“ и други. Член е на литературната група „Пети кръг“. Членува в редакциите на списанията „Далие“, „Форма“, „Далги“ и „Стожер“ (орган на Дружеството на писателите на Македония). Член е на ДПМ от 1989 година.
В 2019 година му е връчена Държавната награда „Единадесети октомври“.